# Distretto municipale di Tano Nord
Il distretto metropolitano di Tano Nord  (ufficialmente Tano North Municipal District, in inglese) è un distretto della regione di Ahafo del Ghana.
Il distretto è stato costituito nel 2004 dalla divisione del distretto di Tano in due parti, nord e sud. Nel 2018 è stato rinominato in distretto municipale.